# Derviš in smrt (film)
Derviš in smrt ([Дервиш и смрт/Derviš i smrt] Napaka: {{Jezik-xx}}: Non-latn text (pos $1)/Latn script subtag mismatch (pomoč)) je jugoslovanski dramski film iz leta 1974, ki ga je režiral Zdravko Velimirović in zanj napisal tudi scenarij skupaj z Borislavom Mihajlovićem-Mihizom. Temelji na istoimenskem romanu Meše Selimovića, v glavnih vlogah nastopajo Voja Mirić, Bata Živojinović, Boris Dvornik, Olivera Katarina, Špela Rozin, Faruk Begolli, Branko Pleša, Abdurrahman Shala, Pavle Vujisić in Veljko Mandić. Zgodba prikazuje derviša Ahmeda Nurudina (Mirić), vodjo muslimanskega samostana v Sarajevu, dogajanje je postavljeno v čas Otomanskega imperija. 
Film je bil premierno prikazan 12. julija 1974 v jugoslovanskih kinematografih in je naletel na dobre ocene kritikov. Na Puljskem filmskem festivalu je osvojil srebrno areno za drugi najboljši film ter zlate arene za režijo (Velimirović), moško stransko vlogo (Shala), fotografijo (Nenad Jovičić) in scenografijo (Vlastimir Gavrik). Bil je jugoslovanski kandidat za oskarja za najboljši mednarodni celovečerni film na 47. podelitvi, toda ni prišel v ožji izbor.

## Vloge
- Voja Mirić kot Ahmed Nurudin (derviš)
- Bata Živojinović kot Muselim
- Boris Dvornik kot Hasan Dželevdžija
- Olivera Katarina kot Kadinica
- Špela Rozin
- Faruk Begoli kot Mula Jusuf
- Branko Pleša kot Kadija
- Abdurahman Šalja kot Tatarin
- Pavle Vuisić kot Muftija
- Veljko Mandić kot Karazaim
- Aleksandar Berček
- Rejhan Demirdžić
- Dragomir Felba kot Hadži Sinanudin
- Ranko Gučevac
- Bogdan Jakuš kot stražar
- Ivan Jonaš
- Ratislav Jović
- Ljuba Kovačević
- Ulfeta Mataradžić
- Safet Pašalić
- Vojkan Pavlović
- Usnija Redžepova kot pevka
- Petar Spajić Suljo kot Dizdar
- Dragan Vojnović
- Minja Vojvodić kot stražar
- Janez Vrhovec